# 御返地郵便局
御返地郵便局（ごへんちゆうびんきょく）は岩手県二戸市にある郵便局である。民営化前の分類では集配特定郵便局であった（現在は集配機能を廃止）。局番号は83154。

## 概要
住所：〒028-6723 岩手県二戸市安比字上大簗平22-25

## 沿革
- 1922年（大正11年）12月21日 - 開局。
- 1977年（昭和52年）8月10日 - 電話交換および和文電報配達業務を二戸電報電話局に移管[1]。
- 2007年（平成19年）10月1日 - 民営化に伴い、併設された郵便事業二戸支店御返地集配センターに一部業務を移管。
- 2012年（平成24年）10月1日 - 日本郵便株式会社発足に伴い、郵便事業二戸支店御返地集配センターを御返地郵便局に統合。
- 2015年（平成27年）3月23日 - 集配業務を近隣の二戸郵便局に移管。郵便番号を028-6799から028-6723に変更。

## 取扱内容
- 郵便、印紙、ゆうパック、内容証明
- 貯金、為替、振替、振込、国債
- 生命保険、バイク自賠責保険
- ゆうちょ銀行ATM

## 周辺
- 二戸市役所御返地出張所
- 二戸市立御返地小学校
- 二戸市立御返地中学校

## アクセス
- JRバス東北 御返地郵便局前停留所下車後すぐ
- 八戸自動車道 浄法寺ICから北東へ約6km
- 駐車場あり：3台